# José María Peralta
José María Peralta (n. San Salvador, diciembre de 1807 - f. 6 de diciembre de 1883) fue un político salvadoreño. Gobernó como senador Designado del 15 de febrero al 12 de marzo de 1859 y del 16 de diciembre de 1860 al 7 de febrero de 1861.

## Política
Durante la junta general de hermanos de la Junta de Caridad del Hospital de San Salvador reunida en el 25 de septiembre de 1853, presidida por el presidente Francisco Dueñas, el señor don José María Peralta fue elegido Hermano mayor de la Junta de Caridad.
El 15 de febrero de 1859 el General Joaquín Eufrasio Guzmán depositó el Mando Supremo en el Senador don José María Peralta. En esta misma fecha el Sr. Peralta nombró Comandante Militar de la República al General Gerardo Barrios.
El 3 de marzo de 1859 los músicos de la Banda Militar acaudillados por el Músico Mayor, Antonio Tórtola, se apoderaron del Cuartel de Santo Domingo (donde funciona la Biblioteca Nacional) y de los almacenes de guerra. A los pronunciados debían unírseles la guarnición de Casa Mata, la de Santa Tecla y gente de Cojutepeque, estos auxilios se frustraron. El Comandante de la plaza, el Coronel Eusebio Bracamonte, auxiliado por el Coronel Santiago González, recuperó el cuartel. La insurrección tenía por objeto restablecer en la Presidencia al General Miguel Santín del Castillo, que había sido depuesto por el Comandante Militar, General Gerardo Barrios. El General Santiago Delgado fue detenido como Jefe de la insurrección.
El 12 de marzo de 1859 el Senador Presidente don José María Peralta, depositó el Mando Supremo en el Comandante Militar General Barrios.
El 16 de diciembre de 1860 recibió el Mando Supremo del Presidente General Gerardo Barrios, por tener que hacer una visita a Guatemala.
| Predecesor: Joaquín Eufrasio Guzmán | Presidente de El Salvador 1859, 1860-1861 | Sucesor: Gerardo Barrios |